# Зичишти, Михалак
Михалак Зичишти (алб. Mihallaq Ziçishti; 1921, Зичишт — 1994, Дуррес) — албанский коммунистический политик, генерал госбезопасности, директор Сигурими в 1954—1962. Член ЦК АПТ, секретарь окружных комитетов Корчи и Дурреса. Активный участник и организатор политических репрессий. После гибели Мехмета Шеху был обвинён в заговоре против Энвера Ходжи, приговорён к длительному тюремному заключению. Освобождён после падения коммунистического режима. В последние годы жизни обвинялся в бессудных расправах времён правления Ходжи.

## Комиссар и комендант
Родился в семье православных албанцев греческого происхождения. При рождении носил фамилию Петропулос, затем Петра. После переселения в Корчу окончил среднюю школу и франкоязычный лицей. Преподавателем лицея был в то время Энвер Ходжа. С ранней юности проникся коммунистическими взглядами.
Во время Второй мировой войны Михалак Зичишти вступил в Коммунистическую партию Албании (КПА; с 1948 — Албанская партия труда, АПТ) и примкнул к партизанским формированиям НОАА. Сменил фамилию на Зичишти — по названию родной деревни. Был комиссаром батальона, затем комендантом военного округа НОАА («район народной обороны») в Шкодере.

## Офицер госбезопасности
В ноябре 1944 КПА во главе с Энвером Ходжей пришла к власти в Албании. Михалак Зичишти, убеждённый приверженец ходжаизма и сталинизма, поступил на службу в органы коммунистической госбезопасности. Прошёл стажировку в Москве. Вернувшись в Албанию, занимал офицерские должности в разных региональных управлениях Сигурими. Был назначен заместителем министра внутренних дел Мехмета Шеху.
Михалак Зичишти активно участвовал подавлении антикоммунистического подполья на севере страны. Лично инициировал расстрельные приговоры по политическим обвинениям. Был помощником Мехмета Шеху в репрессивной кампании в Мирдите против Горного комитета в 1949. Вместе с министром Шеху и директором Сигурими Кадри Хазбиу курировал подготовку февральской резни 1951. В начале 1953 руководил ликвидацией подпольной группы Албанский союз антикоммунистического освобождения и инструктировал по процедуре расстрела её лидера Кочо Кондили. Роль «преступного врага нации» Михалака Зичишти особо отмечал лидер Пострибского восстания Юп Казази.
Служебно и политически Михалак Зичишти был наиболее близок с министром Шеху и директором Хазбиу.

## Директор Сигурими
В 1954 Мехмет Шеху возглавил правительство НРА, Кадри Хазбиу перешёл на руководство МВД. 1 августа 1954 новым директором Сигурими был назначен Михалак Зичишти. Это положение сделало его «МВД N 2», куратором государственной безопасности. По должности ему было присвоено звание генерал-майора.
Михалак Зичишти возглавлял Сигурими в течение восьми лет — дольше, чем кто-либо из предшественников и преемников, кроме Фечора Шеху. На этот период пришлись такие события, как подавление оппозиции на партконференции в Тиране, казнь Дали Ндреу и Лири Геги, убийство Панайота Плаку, аресты Тука Яковы, Бедри Спахиу, Лири Белишовой, репрессии против Братства чамских албанцев, «процесс 65-ти» и казнь Теме Сейко.
Сигурими под руководством директора Зичишти исправно выполняла роль карательного орудия партийной диктатуры и единовластия Энвера Ходжи. Жёстко подавлялось любое инакомыслие, в том числе партийная фронда, порождаемая веяниями ХХ съезда КПСС и Хрущёвской оттепели, а также югославского титоизма. Разрыв с СССР и КПСС превратил албанцев, связанных прежде с Советским Союзом, в особую группу «неблагонадёжных», подлежащих усиленному контролю. Продолжались преследования антикоммунистов, бывших активистов Балли Комбетар, представителей мусульманской и католической оппозиции.
Агенты и осведомители Сигурими тщательно контролировали настроения масс, жёстко реагируя на любые проявления недовольства. Тысячи албанцев были арестованы и осуждены за «антигосударственную пропаганду» или «планирование побега за границу». Ещё более массовой формой репрессий являлась депортация «неблагонадёжных» семей без формального судебного решения. Михалак Зичишти как директор Сигурими состоял в специальной комиссии по депортациям, учреждённой в 1955.

## Партийный секретарь
4 мая 1962 директором Сигурими был назначен Реджеп Коли. Михалак Зичишти был переведён в партийный аппарат. В качестве секретаря возглавлял крупные окружные организации АПТ в Корче и Дурресе. Был членом ЦК АПТ. Младший брат Михалака Зичишти — известный врач-хирург Ламби Зичишти, тоже партизан Второй мировой войны — с 1971 занимал пост министра здравоохранения НРА/НСРА.
Партийно-административная деятельность Зачишти имела выраженный карательный уклон. Особое внимание он уделял выявлению и подпольных групп и арестам их членов. Серьёзное беспокойство вызвали события 1968, когда в Корче были распространены десятки антикоммунистических листовок.
В то же время Зичишти вполне отражал реальные проблемы. Например, на встречах с колхозниками он откровенно констатировал бедственное положение деревни и признавал, что крестьян «грабят и государство, и уголовники» (его рекомендации сводились к призывам «держаться»). Впоследствии отмечалось, что Зичишти «создавал привилегированные условия для морально разложившихся и социально опустившихся элементов», устраивал коллективные пьянки, покрывал махинации и т. д. Его партнёром в таких деяниях выступал глава Сигурими и МВД Фечор Шеху. В качестве покровителей в Тиране рассматривались Кадри Хазбиу и Мехмет Шеху.

## Арест
18 декабря 1981 было официально объявлено о самоубийстве премьер-министра НСРА Мехмета Шеху «в состоянии глубокого душевного волнения». При этом люди, информированные о ситуации в партийно-государственном руководстве, знали о серьёзном конфликте между Шеху и Ходжей – из-за экономических трудностей премьер склонялся к отказу от самоизоляции страны, на которой настаивал первый секретарь (кроме того, сын Шеху был помолвлен с девушкой из «политически неблагонадёжной» семьи). 17 декабря 1981, в день своей гибели, Шеху подвергся жесточайшей критике на заседании Политбюро. Такая ситуация походила на преддверие ареста.
В 1982 начались аресты родственников и сподвижников Мехмета Шеху, посмертно обвинённого в заговоре и измене. Были арестованы Кадри Хазбиу, Фечор Шеху, Ламби Зичишти, Фикирете Шеху, Нести Насе, Ламби Печини. 10 августа 1982 Сигурими арестовала своего бывшего директора Михалака Зичишти.

## Суд и признания
Был организован показательный процесс над «приспешниками Мехмета Шеху» (политический смысл акции заключался в подтверждении единовластия Энвера Ходжи, демонстрации готовности к репрессиям и продвижении группы функционеров следующей генерации, конкурировавших с Шеху и его сподвижниками). Главным обвиняемым являлся Кадри Хазбиу. В качестве ближайших сообщников рассматривались Фечор Шеху и Михалак Зичишти.
На следствии и суде Михалак Зичишти дал все затребованные показания (в том числе на младшего брата), признал себя участником «контрреволюционного заговора, возглавляемого Шеху и Хазбиу», «советским и югославским агентом». Касаясь более давних событий, он признал, будто пытался организовать в Албании «переворот по типу XX съезда КПСС».
Михалак Зичишти подтвердил, будто находился в сговоре с противниками Энвера Ходжи на тиранской партконференции 1956 года (которых сам арестовывал), Дали Ндреу и Лири Гегой (казнёнными при его участии), Панайотом Плаку (убитым его агентурой). Своими сообщниками Михалак Зичишти называл не только Мехмета, Фечора и Фикирете Шеху, Кадри Хазбиу, Ламби Зичишти, Тука Якову, Бедри Спахиу, казнённых сторонников «оттепели», но и Бекира Балуку и Петрита Думе, расстрелянных в 1975 по обвинению в военном заговоре. Отдельным составом являлись признания в «культурных диверсиях», «насаждении буржуазной идеологии и культуры» в период секретарства в Корче и Дурресе — в сговоре с Фикирете Шеху и Тоди Лубоньей, осуждённым в 1974 за «либеральный уклон». Среди признаний Зичишти был даже «план ликвидации Энвера Ходжи, подготовленный совместно с Шеху и Хазбиу».
Со своей стороны, Кадри Хазбиу и Фечор Шеху подчёркивали ведущую роль Михалака Зичишти в «заговоре и шпионаже», подробно описывали связанные с ним эпизоды. На одном из заседаний Хазбиу назвал его «враг Михалак Зичишти» — на что Зичишти счёл нужным уточнить: «Не отдельный враг, а такой же, как и ты».

## Приговор и заключение
Закрытый суд под председательством Аранита Чели приговорил Михалака Зичишти к 25 годам заключения. Ламби Зичишти-младший был расстрелян вместе с Кадри Хазбиу, Фечором Шеху и Ламби Печини.
Более восьми лет Михалак Зичишти провёл в тюрьмах и лагерях. В апреле 1985, находясь в тюрьме Буррели, он выражал сильное беспокойство в связи со смертью Энвера Ходжи — ибо не привык оставаться «без лидера».

## Последние годы
В 1990 в Албании начались массовые протесты против режима АПТ. Решающие события произошли в Тиране 20 февраля 1991. Преемник Ходжи Рамиз Алия предпринял ряд уступок и манёвров. В частности, уже в марте 1991 года были освобождены многие политзаключённые, в том числе Михалак Зичишти.
Последние три года Михалак Зичишти прожил частной жизнью в Дурресе, где сохранил связи со времён секретарства. Поддерживал отношения с Тоди Лубоньей. Албанский Институт изучения преступлений коммунизма включил Зачишти в список коммунистических командиров, совершавших бессудные расправы во время войны.
Умер Михалак Зачишти в возрасте 73 лет. По утверждению племянника, смерть наступила в результате отравления в закусочной — якобы Зичишти не простили негативных отзывов о Балли Комбетар, сделанных в передаче Би-би-си.

## Семья
Михалак Зичишти был женат, имел двух сыновей и дочь. В тесных родственных отношениях состоял он с племянником Жани Зичишти (сын Ламби Зичишти) — известным албанским актёром.
По воспоминаниям Жани Зичишти, дядя Михалак отсоветовал ему вступать в партию — дабы избегать лишнего риска.